# Das Pastoras
Julio Martínez Pérez, que firma como Das Pastoras, es un dibujante de historietas e ilustrador español, nacido en Santa Eugenia de Riveira (provincia de La Coruña) en 1956 y que trabaja actualmente para el mercado internacional.

## Biografía
Inicia su trayectoria en el fanzine Zero, junto a otros reputados autores de su generación, como José María Beroy, Pascual Ferry, Antoni Garcés, Miguelanxo Prado o Mike Ratera. 
Al final ya del boom del cómic adulto, consigue publicar en revistas como Comix Internacional, Zona 84, El Víbora, Madriz, Cimoc, Más madera! o Europa Viva. 
Desde finales de los años 80, publicó también en El Jueves historias cortas y la serie Kafre (1992) con el guionista Enrique Sánchez Abulí. 
También en 1994 para el suplemento infantil Mini Mundo del diario El Mundo realiza diversas ilustraciones para su portada.
Durante las JESYR (Jornadas de Estrategia Simulación Y Rol) de 1991 la editorial barcelonesa Joc Internacional (especializada en juegos de rol y de guerra) exhibió las portadas que Das Pastoras había pintado para los que iban a ser los dos primeros suplementos que la editorial iba a traducir del juego de rol Stormbringer. El primero, El canto infernal, fue publicado en mayo de 1991 y el segundo, Demonios y magia, en marzo de 1992. La estética que Das Pastoras aportó a estas dos portadas convenció a Francesc Matas Salla, director de Joc Internacional, para que el artista integrara en primera fila al equipo artístico de la editorial. Hasta el cierre de Joc Internacional, en 1998, Das Pastoras firmó numerosas ilustraciones interiores y portadas de juegos de rol así como también numerosas portadas de la revista editada por Joc, la revista Líder.
A finales de los 90 principio de la década del 2000 realizó cuatro ilustraciones para el juego de cartas de Lord of Rings, las cartas eran Discusiones oscuras,Tumulario, Jinetes de lobos y Ramaviva.

### Nuevos mercados (2004-presente)
Ya para el mercado francés, comenzó Los Heresiarcas con Carlos Portela y Castaka con Alejandro Jodorowsky. 
Entra en contacto con Marvel Comics, quien le ofrece dibujar dos one-shots protagonizados por Wolverine: Switchback (Curva peligrosa) y Revolver, escritos por Joseph Clark y Victor Gischler, respectivamente.
En 2021 la editorial Nuevo Nueve publica su libro ilustrado en gran formato Hércules 1417, donde Pedro Víllora recrea poéticamente Los doce trabajos de Hércules de Enrique de Villena.

## Estilo
Definido como el resultado de la fusión imposible entre Richard Corben y Moebius, se caracteriza por su dominio de la anatomía, la luz, el color (frecuentemente a acuarela) y los espacios naturales.

## Obra publicada
1. Das Pastoras Colección Titanic, (recopilación de historietas) Ediciones El Jueves, 1987
2. Kafre Colección Pendones del Humor n.º 99, (guion de Enrique Sánchez Abulí) Ediciones El Jueves, 1993
3. Kafre Colección Pendones del Humor n.º 110, (guion de Enrique Sánchez Abulí) Ediciones El Jueves, 1994
4. Kafre Colección Pendones del Humor n.º 122, (guion de Enrique Sánchez Abulí) Ediciones El Jueves, 1995
5. Kafre El Jueves Luxury Gold Collection nº40, (guion de Enrique Sánchez Abulí), Ediciones El Jueves, 2008
6. Ustedes perdonen 1 Sins Entido, 2000
7. Ustedes perdonen 2 Sins Entido, 2000
8. Las Heresiarcas "1. El alma hueca" (guion de Carlos Portela), Norma Editorial, 2004
9. Las Heresiarcas "2. Los caminos invisibles " (guion de Carlos Portela), Norma Editorial, 2006
10. La casta de los Metabarones CASTAKA "1. Dayal el Primer Ancestro" (guion de Alejandro Jodorowsky), Norma Editorial, 2008
11. Lobezno (guiones de Joseph Clarke y Victor Gisghler), Editorial Panini, 2010
12. La casta de los Metabarones CASTAKA "2. Las gemelas rivales" (guion de Alejandro Jodorowsky), Norma Editorial, 2014
13. Hércules 1417 (texto de Pedro Víllora), Nuevo Nueve, 2021

## Últimos trabajos
1. MAX Punisher 13. Bienvenido al Bayou (historieta corta de 8 páginas) Editorial Panini 2010
2. Masacre. El mercenario zombi 2 (3 páginas como prólogo de una historieta ) Editorial Panini 2010